# Education (Film)
Education ist ein Coming-of-Age-Film von Steve McQueen, der am 13. Dezember 2020 erstmals bei BBC One gezeigt und am 18. Dezember 2020 in den USA über Amazon Prime Video veröffentlicht wurde. Er ist der fünfte Teil der Small Axe-Filmreihe.

## Handlung
Der 12-jährige Kingsley ist von Astronauten und Raketen fasziniert, erscheint aber sonst völlig „normal“. Weil er im Unterricht gestört hat, schickt ihn der Lehrer zum Schulleiter. Der stuft ihn als seinen Klassenkameraden gegenüber unterlegen ein und empfiehlt Kingsleys Eltern, ihn auf eine „spezielle“ Schule  für Menschen mit „besonderen Bedürfnissen“ zu schicken. Dort würde ihr Sohn auch vom Sonderunterricht profitieren. Kingsleys Mutter Agnes hält dies für eine gute Idee, da sie selbst Probleme mit ihrem Sohn hat. 
So fährt Kingsley fortan täglich mit dem Bus zu einer Schule für Lernbehinderte, wo das, was man als „Klasse“ bezeichnet, eher einer Art Tagesbetreuung gleichkommt, bei der die Lehrer Gitarre spielen und gemeinsam mit den Kindern singen. Was Kingsley schnell bewusst ist, wird auch seiner Mutter bald klar. Mithilfe einer Vertreterin des Black Education Movement hat sie erkannt, dass das britische Schulsystem Kinder aus afrokaribischen Familien systematisch unterschätzt und ihnen so die Chancen auf höhere Bildung verbaut. Einen Einspruch gegen die Umschulung muss man per Post an die Bildungsministerin Margaret Thatcher einreichen.

## Hintergrund

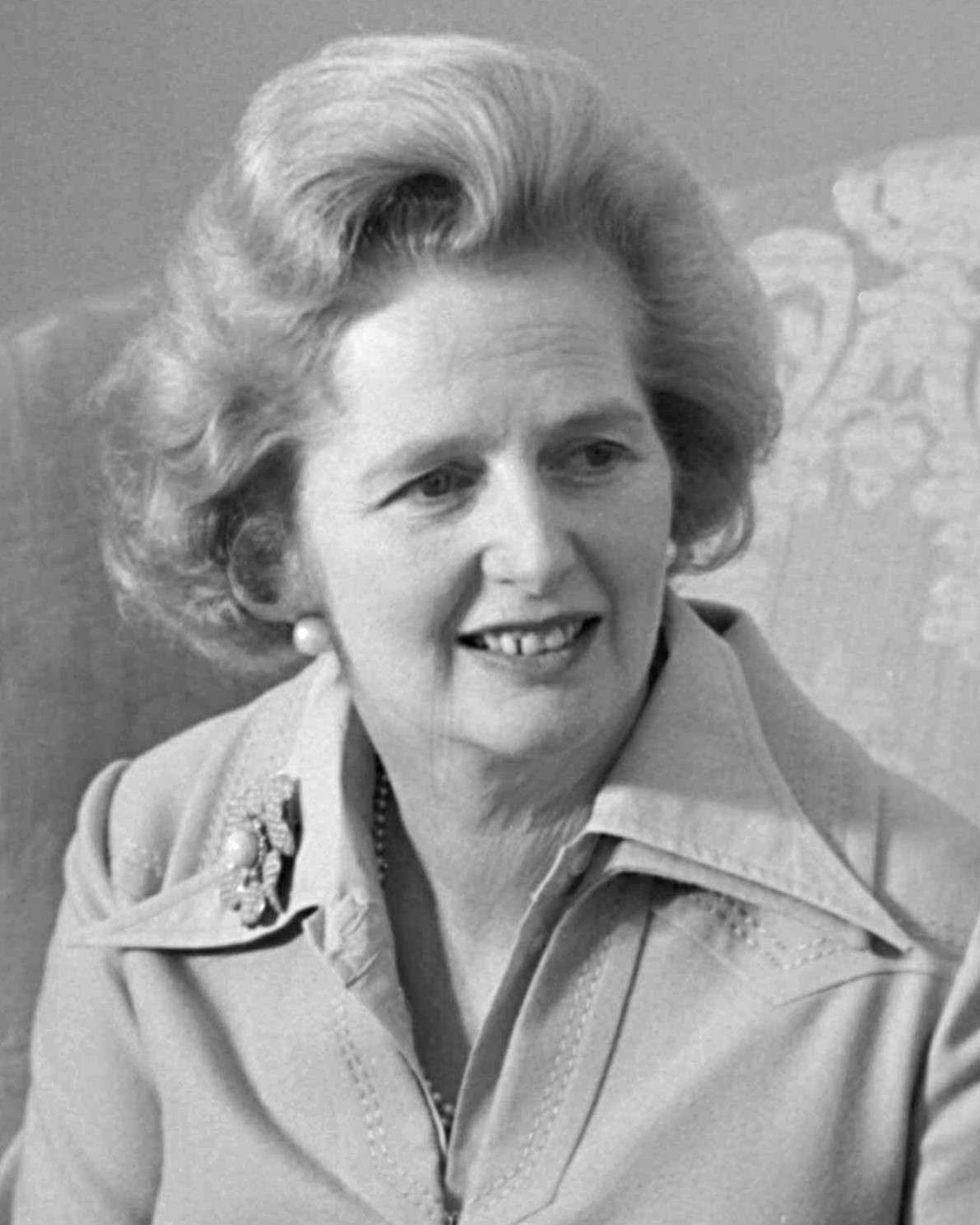
Von 1970 bis 1974 war die spätere britische Premierministerin Margaret Thatcher noch Ministerin für Bildung und Wissenschaft in der Regierung von Edward Heath

Die BBC erklärt, der Film enthülle „die schändliche Geschichte der Bildungssegregationspolitik des Haringey Council im Jahr 1971“. Im Verlauf des Films wird deutlich, dass „speziell“ im Schulwesen ein Codewort für Segregation ist, die eine Folge von IQ-Tests im Kindesalter war, nach denen damals im Londoner Stadtteil Haringey Kinder mit Migrationshintergrund als „pädagogisch nicht normal“ eingestuft wurden.

## Produktion

### Stab, Entstehung und Filmtitel
Regie führte Steve McQueen, der gemeinsam mit Alastair Siddons auch das Drehbuch schrieb. Es handelt sich um einen Film in der Reihe Small Axe, die von McQueen entwickelt wurde und insgesamt fünf Filme umfasst.
Die aus der Karibik stammenden Eltern des 1969 geborenen McQueen kamen nach dem Zweiten Weltkrieg auf Einladung nach Großbritannien. Der Regisseur verarbeitete in den Filmen Familiengeschichten dieser Art und seine eigenen Erinnerungen. Jeder Film der Reihe beleuchtet so eine andere, wenig bekannte Geschichte über den „Black Proud“ zu unterschiedlichen Zeiten aus unterschiedlichen schwarzen Blickwinkeln. Sie zeigen auch die Helden der britischen Windrush-Generation, Angehörige der schwarzen Diaspora, die in ihren eigenen Dialekten sprechen und in ihrer Kultur schwelgen, und spielen zwischen den späten 1960er und frühen 1980er Jahren.
Der Titel der Filmreihe nimmt Bezug auf ein jamaikanisches Sprichwort und dessen Verwendung im Song Small Axe von Bob Marley, in dem es heißt: If you are the big, big tree, Let me tell you that: we are the small axe, Ready to cut you down. Dies bringt zum Ausdruck, dass relativ marginale oder kleine Gegenstimmen mächtigere erfolgreich herausfordern können.

### Besetzung und Dreharbeiten
Der Nachwuchsschauspieler Kenyah Sandy übernahm die Hauptrolle von Kingsley, Sharlene Whyte und Daniel Francis spielen seine Eltern Agnes und Esmond. 
Als Kameramann fungierte, wie auch bei allen anderen vier Filmen der Reihe, Shabier Kirchner. Education wurde wie die alten BBC-Filme der 1970er Jahre auf 16-mm gedreht. Die Aufnahmen entstanden in der englischen Stadt Wolverhampton im Metropolitan County West Midlands.

### Veröffentlichung
Am 13. Dezember 2020 wurde der Film erstmals bei BBC One gezeigt und am 18. Dezember 2020 in den USA über Amazon Prime Video veröffentlicht. Die Erstausstrahlung des Films im deutschen Free-TV erfolgte am 18. März 2023 bei One.

## Rezeption

### Kritiken
Der Film konnte bislang 96 Prozent aller bei Rotten Tomatoes erfassten Kritiker überzeugen bei einer durchschnittlichen Bewertung von 7,9 der möglichen 10 Punkte. Auf Metacritic erhielt Education einen Metascore von 88 von 100 möglichen Punkten.
Peter Debruge von Variety schreibt in seiner Kritik, Education berühre das Publikum auf eine andere Weise als die anderen Filme der Reihe, weil es darin um Kinder geht: „Rassismus ist schlimm genug, wenn er Erwachsene betrifft, aber er hat etwas besonders Perfides, wenn er so institutionalisiert wird, dass er über Generationen hinweg fortbesteht und die Chancen der Menschen von Anfang an einschränkt.“ In einigen Szenen sei der Rassismus im Film offenkundig, so als Kingsley in einer Pause fragt, was sie nun tun sollen und eine Mitarbeiterin der Schule die Achseln zuckt und antwortet: „Schwinge von den Bäumen, als wärst du wieder zu Hause im Dschungel, wenn es nach mir geht.“ Nicht so offenkundig dargestellt, aber vielleicht noch schädlicher sei dieses System, wenn es dem Jungen zeigt, dass er für die Gesellschaft nicht von Interesse ist, er praktisch keinen Unterricht erhält und so aus einem Bildungssystem herausgenommen wird, dass ihm eigentlich die Möglichkeit geben könnte, sich zu entwickeln.

### Einsatz im Unterricht
Das Onlineportal kinofenster.de empfiehlt Education ab der 9. Klasse für die Unterrichtsfächer Englisch, Deutsch, Ethik/Religion, Sozialkunde/Gemeinschaftskunde und Geschichte und bietet Materialien zum Film für den Unterricht. Dort schreibt Stefan Stiletto, da der Film nur in der englischen Originalfassung vorliegt, seien entsprechende Sprachkenntnisse erforderlich. Grundsätzlich biete sich der Film in Unterrichtsfächern wie Englisch, Deutsch oder Sozialkunde als Ausgangspunkt an, um sich mit strukturellem Rassismus zu beschäftigen. Dabei könnten insbesondere die im Film dargestellten Folgen dieser Diskriminierung und der Zusammenhang zwischen Bildung, Identität, Chancen auf dem Arbeitsmarkt und Selbstverwirklichung analysiert werden. Interessant sei zudem die Frage, ob und inwiefern vergleichbare Benachteiligungen auch hierzulande existiert haben und noch immer existieren. Auch ein Blick auf die dargestellten Rollenbilder biete sich an, so Stiletto, weil es vor allem Frauen seien, die in Education für Gerechtigkeit und das Wohl ihrer Kinder auf die Barrikaden gehen und die diskriminierende Schulpolitik aufdecken.